# Zvi Bern

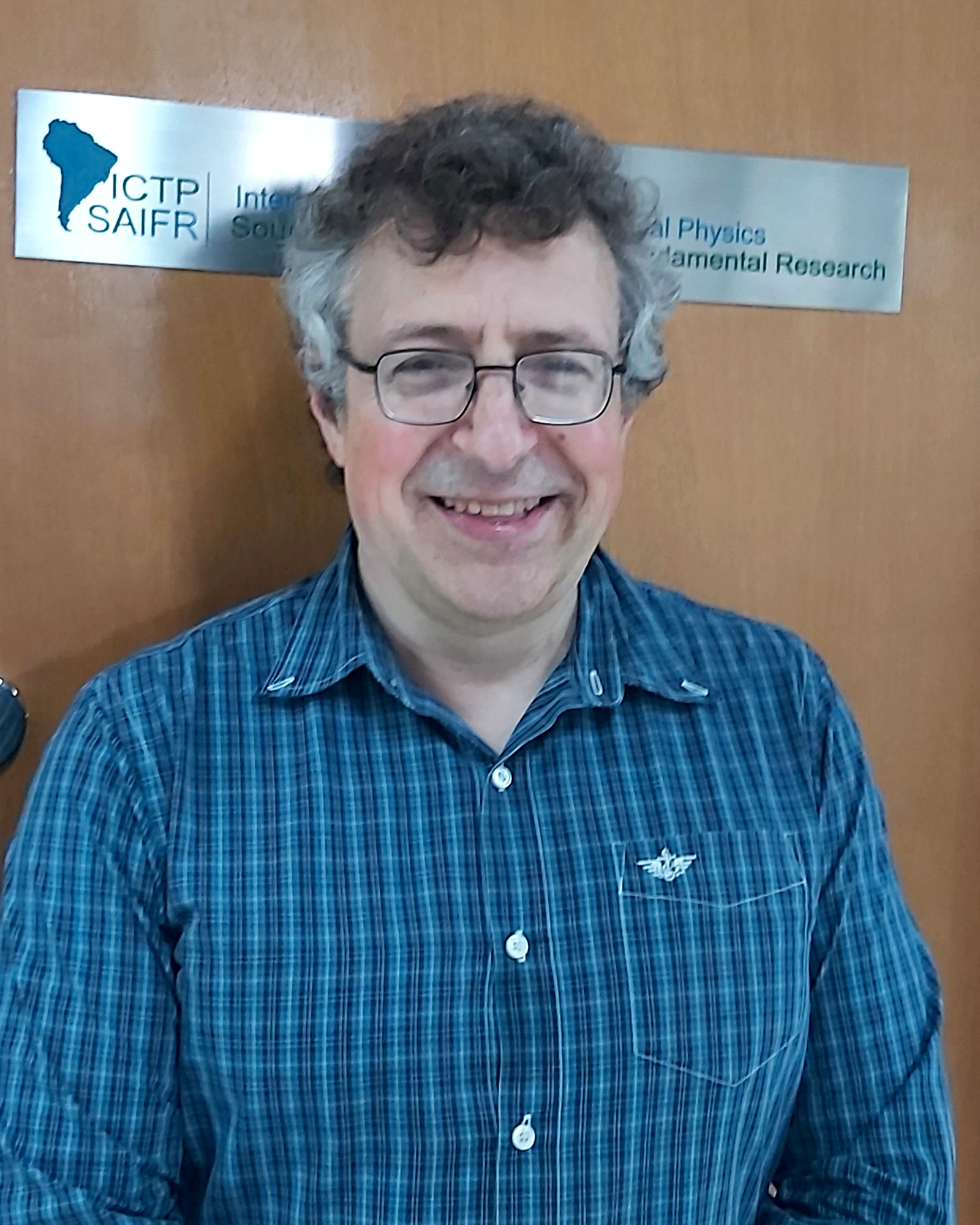
Zvi Bern, 2023

Zvi Bern (* 17. September 1960 in Queens, New York City) ist ein US-amerikanischer theoretischer Teilchenphysiker. Er ist Professor an der University of California, Los Angeles (UCLA).

## Leben
Bern studierte Physik und Mathematik am Massachusetts Institute of Technology (Bachelor-Abschluss) und wurde 1986 an der University of California, Berkeley bei Martin Halpern in theoretischer Physik promoviert.
Bern entwickelte neue Methoden der Berechnung von Feynman-Diagrammen, die ursprünglich für die Quantenelektrodynamik eingeführt wurden zur störungstheoretischen Berechnung von Streuamplituden. In komplizierteren Quantenfeldtheorien wie Yang-Mills-Theorien oder Feldtheorien mit Gravitation stieß die störungstheoretische Entwicklung (Feynman-Diagramme) schnell an Grenzen aufgrund der sehr vielen zu berücksichtigenden Diagramme, selbst für Supercomputer. Die neuen theoretischen Entwicklungen der 1990er und 2000er Jahre kamen rechtzeitig zu einem neu erwachten Interesse an umfangreichen Berechnungen im Rahmen der Experimente am Large Hadron Collider. Die von Bern und Kollegen eingeführten Techniken (zum Beispiel auf Verwendung von Twistoren beruhend und neue bzw. verallgemeinerte Unitaritäts-Methoden) lieferten zum Beispiel 2005 neue Erkenntnisse in der störungstheoretischen Behandlung der N=8 Supergravitation und zeigten, dass dort weniger Divergenzen als erwartet vorkommen (auf 1-Schleifen-Ebene genauso viele wie bei N=4 Super-Yang-Mills-Theorie). Davor war allgemein vermutet worden, dass ab drei Schleifen die Quantengravitation zu nicht mehr beherrschbaren Divergenzen führte. 2010 fand er mit seinem Studenten Carrasco und Johansson, dass Diagramme für (supersymmetrischen) Gravitationstheorien mit denen zweier Kopien von (supersymmetrischen) Yang-Mills-Theorien (Theorien mit Gluonen) äquivalent sind. Dabei nutzten sie eine zuvor gefundene Dualität zwischen Kinematik und Farbfreiheitsgraden. Statt vorher rund {\displaystyle 10^{20}} Terme mussten dort nur noch 10 Terme bei 3 Schleifen ausgewertet werden und entsprechend bei 4 Schleifen rund 100 Terme statt {\displaystyle 10^{26}} und bei 5 Schleifen rund 1000 statt {\displaystyle 10^{31}} ausgewertet werden, und es fanden sich bei drei und vier Schleifen keine unzähmbaren Divergenzen, die nach Ansicht der Mehrheit der Experten in den 1980er Jahren vorhergesagt wurden und einer der Gründe für die Bevorzugung von Stringtheorien waren.
2014 erhielt er mit David A. Kosower und Lance J. Dixon den Sakurai-Preis für wegweisende Untersuchungen über störungstheoretische Berechnung von Streuamplituden, die zu einem tieferen Verständnis der Quantenfeldtheorie und zu mächtigen neuen Werkzeugen zur Berechnung von Prozessen der Quantenchromodynamik führten.
Er erhielt einen Outstanding Young Investigator Award des Department of Energy und war 1993 Sloan Research Fellow und 2004 Fellow der American Physical Society. 2024 wurde Bern zum Mitglied der National Academy of Sciences gewählt.

## Schriften
- Bern, Dixon, Kosower Quantum Gravity Particles may resemble ordinary particles of force, Scientific American, Mai 2012
- Bern, John Joseph Carrasco, Henrik Johansson Progress on UV finiteness of Supergravity, Erice Lectures 2008
- Bern, Carrasco, Johansson New relations for gauge theory amplitudes, Physical Review D, 78, 2008, 085011
- Bern, Carrasco, Johansson Perturbative quantum gravity as a double copy of gauge theory, 2010
- Bern, Carrasco, Johansson The Structure of Multiloop Amplitudes in Gauge and Gravity Theories, in Loops and Legs in Quantum Field Theory, Woerlitz 2010, Nucl. Phys. Proc. Suppl. 205-206, 2010, S. 54–60
- Bern, Dixon, Kosower On shell methods in perturbative QCD, Annals of Physics, 322, 2007, 1587-1634
- Bern, Dixon, Kosower Progress in 1 loop QCD calculations, Annual Review Nuclear Particle Physics, 46, 1996, 109-148
- Bern Perturbative Quantum Gravity and its relation to Gauge Theory, Living Reviews of Relativity, 2002